# لي آن شرايبر
لي آن شرايبر (بالإنجليزية: Le Anne Schreiber)‏ هي كاتِبة أمريكية، ولدت في 4 أغسطس 1945.